# Ciclisme als Jocs Olímpics d'estiu de 1904 - 1/3 de milla
La cursa 1⁄3 de milla va ser una de les proves de ciclisme en pista que es van disputar als Jocs Olímpics de Saint Louis de 1904. És l'única vegada que s'ha disputat aquesta prova en uns Jocs Olímpics. La prova es va disputar el 5 d'agost de 1904, prenent-hi part 10 ciclistes, tots dels Estats Units. Es desconeix el nom de quatre dels participants.

## Medallistes
| Or            | Plata          | Bronze           |
| Marcus Hurley | Burton Downing | Teddy Billington |

## Resultats

### Sèries
Els dos primers de cada sèrie passa a les semifinals. La identitat de 4 dels 6 ciclistes que prenen part a la tercera i quarta sèrie es desconeixen. Els dos ciclistes dels quals es coneix el nom d'aquestes sèries eren Marcus Hurley i Burton Downing, els quals passen a semifinals, però no se sap en quina de les dues sèries van córrer.
| Posició | Ciclista         | Temps      |
| ------- | ---------------- | ---------- |
| 1.      | Charles Schlee   | desconegut |
| 2.      | Teddy Billington | desconegut |

| Posició | Ciclista     | Temps      |
| ------- | ------------ | ---------- |
| 1.      | Oscar Goerke | desconegut |
| 2.      | Fred Grinham | desconegut |

| Posició | Ciclista   | Temps      |
| ------- | ---------- | ---------- |
| 1.      | desconegut | desconegut |
| 2.      | desconegut | desconegut |
| 3.      | desconegut | desconegut |

| Posició | Ciclista   | Temps      |
| ------- | ---------- | ---------- |
| 1.      | desconegut | desconegut |
| 2.      | desconegut | desconegut |
| 3.      | desconegut | desconegut |

### Semifinals
Els dos primers classificats de cada semifinal passa a la final. Hurley i Downing foren els dos classificats de la segona semifinal. Els altres dos ciclistes que havien passat ronda provinents de les sèries 3 i 4 es desconeixen.
| Posició | Ciclista         | Temps      |
| ------- | ---------------- | ---------- |
| 1.      | Teddy Billington | 50,2"      |
| 2.      | Charles Schlee   | desconegut |
| 3-4     | Oscar Goerke     | desconegut |
| 3-4     | Fred Grinham     | desconegut |

| Posició | Ciclista       | Temps      |
| ------- | -------------- | ---------- |
| 1.      | Marcus Hurley  | 44,2"      |
| 2.      | Burton Downing | desconegut |
| 3-4     | desconegut     | desconegut |
| 3-4     | desconegut     | desconegut |

### Final
| Posició | Ciclista         | Temps      |
| ------- | ---------------- | ---------- |
| Or      | Marcus Hurley    | 43,8"      |
| Plata   | Burton Downing   | desconegut |
| Bronze  | Teddy Billington | desconegut |
| 4.      | Charles Schlee   | desconegut |